# Majo

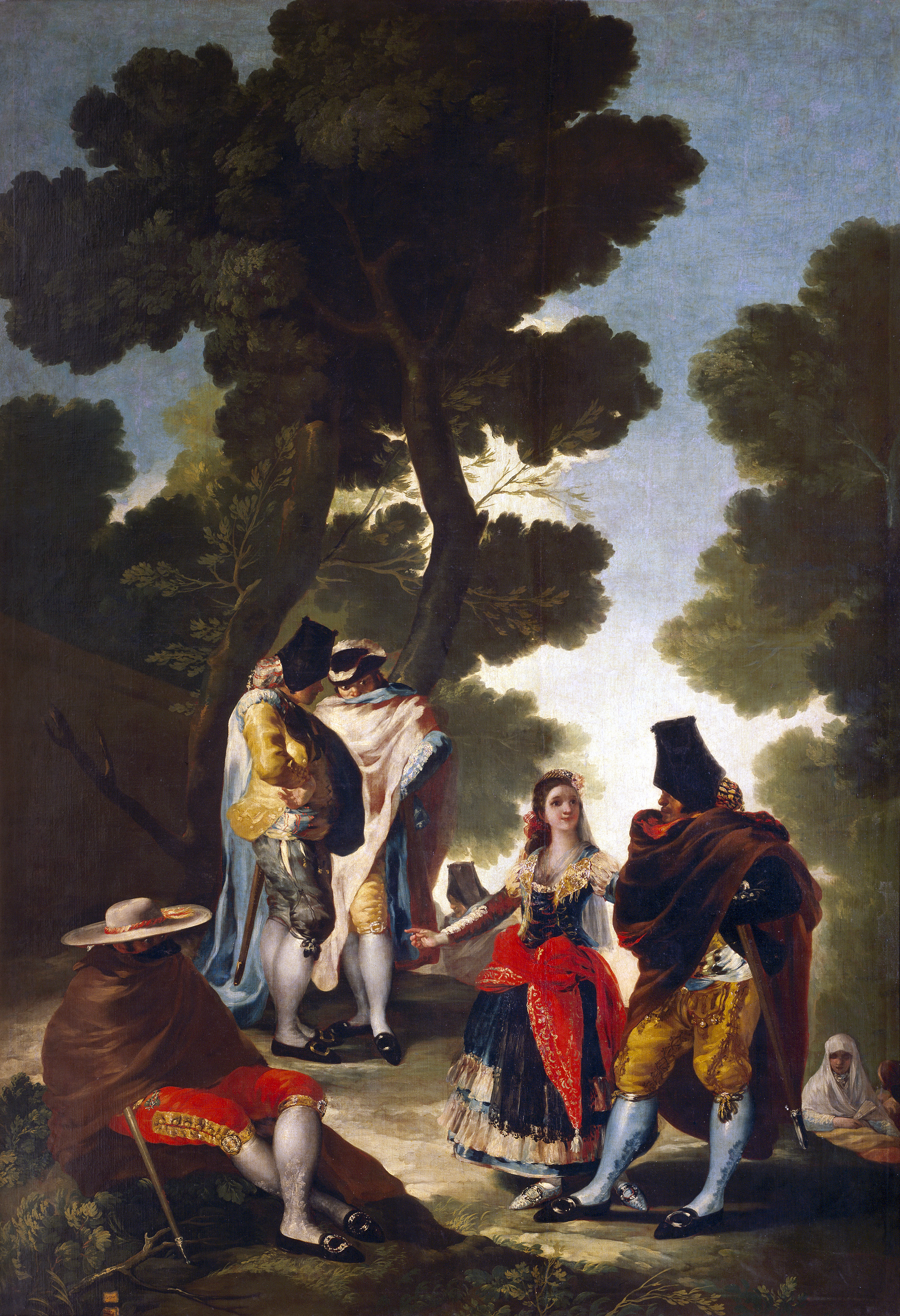
Målningen El paseo por Andalucía av Francisco de Goya avbildar både majas och majos.

Majo (maskulinum; spanskt uttal: /'maxɔ/) och maja (femininum; spanskt uttal: /'maxa/) är en spansk benämning på en person ur de lägre samhällsskikten som klär sig pråligt. Ett exempel på en maja inom bildkonsten är Francisco Goyas Den nakna maja och Den påklädda maja. Ordet blev populärt i spanskan under 1700- och 1800-talet. Ett modernt uttryck för en liknande person är choni (spanska; uttal: /'tʃonɩ/) och xoni (katalanska; uttal: /'ʃonɩ/).

## Bakgrund och olika ord
Majo (fem. maja) och manolo (fem. manola) blev under 1700- och 1800-talen vanliga benämningar för personer ur de lägre klasserna i Spanien som gärna klädde sig pråligt men utan klass. Benämningarna kom ur tiden vanligaste tilltalsnamn och användes särskilt frekvent i den växande storstaden Madrid. Dessa personer skulle också sakna klass i övrigt men utmärka sig genom ett framfusigt beteende. Benämning var särskilt vanlig decennierna runt sekelskiftet 1800 och något senare. Majos och majas var vanliga motiv för flera av 1800-talets spanska bildkonstnärer, inklusive Francisco de Goya med Den nakna maja och Den klädda maja.
Personer som kallades för majos och majas bar gärna pråliga varianter av den traditionella spanska klädedräkten. Deras stil stod i stark kontrast till den mer franskinspirerade stil som präglad stora delar av den spanska eliten från upplysningstiden och senare. Majos var kända för att mucka gräl med folk som de såg som "förfranskade".
I spanska språket finns även andra ordvarianter, som chulapo (chulapa) – en version av chulo (chula) med koppling till deras extroverta och mindre förfinade attityd – och chispero (chispera). I den moderna kulturen finns även de snarlika benämningarna choni (spanska) och xoni (katalanska), syftande på enklare personer (ofta unga kvinnor) som lägger stor vikt vid sitt (mindre förfinade) klädval.

## Bildgalleri

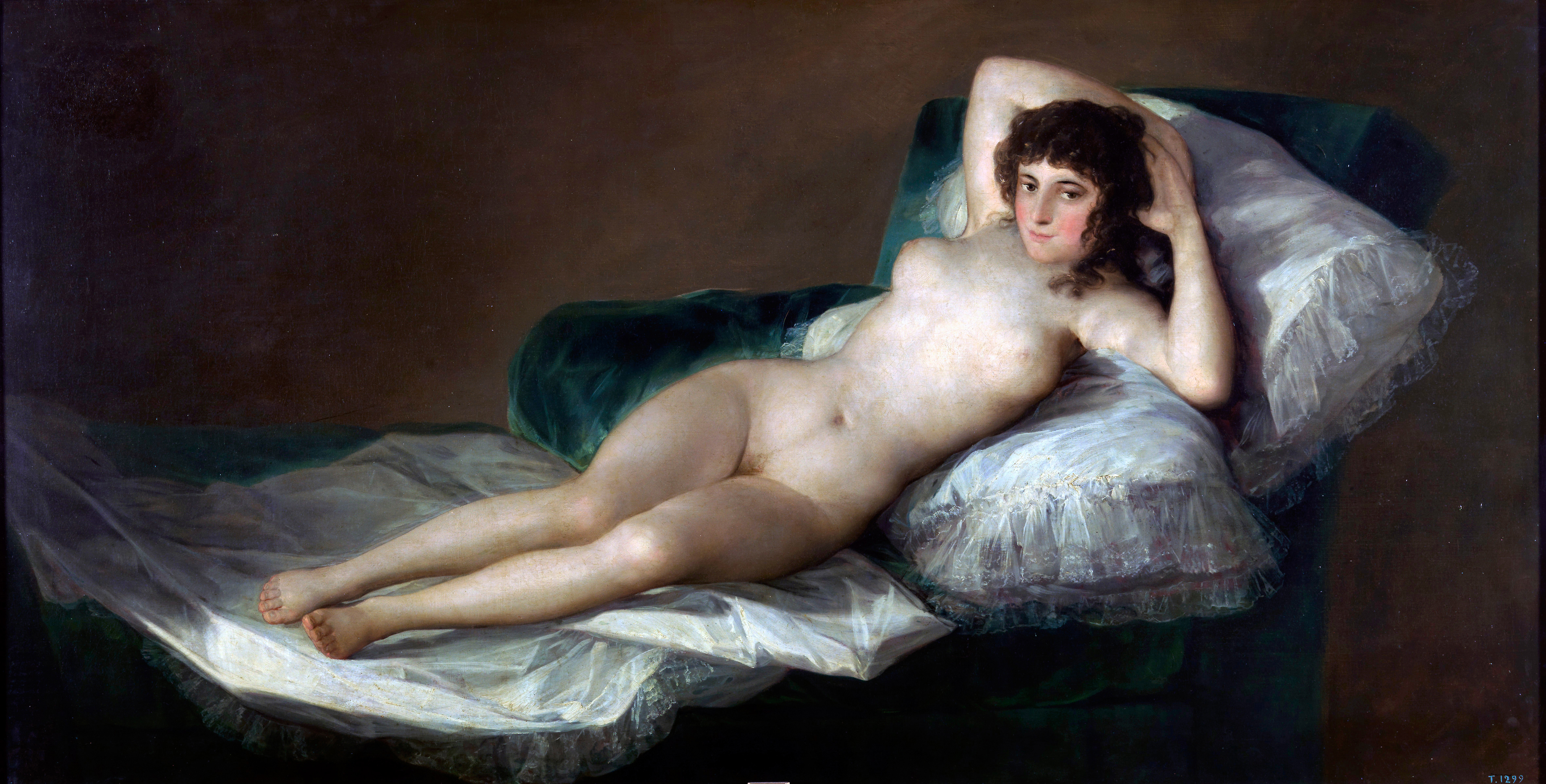
Goyas Den nakna Maja, ca 1795–1800.
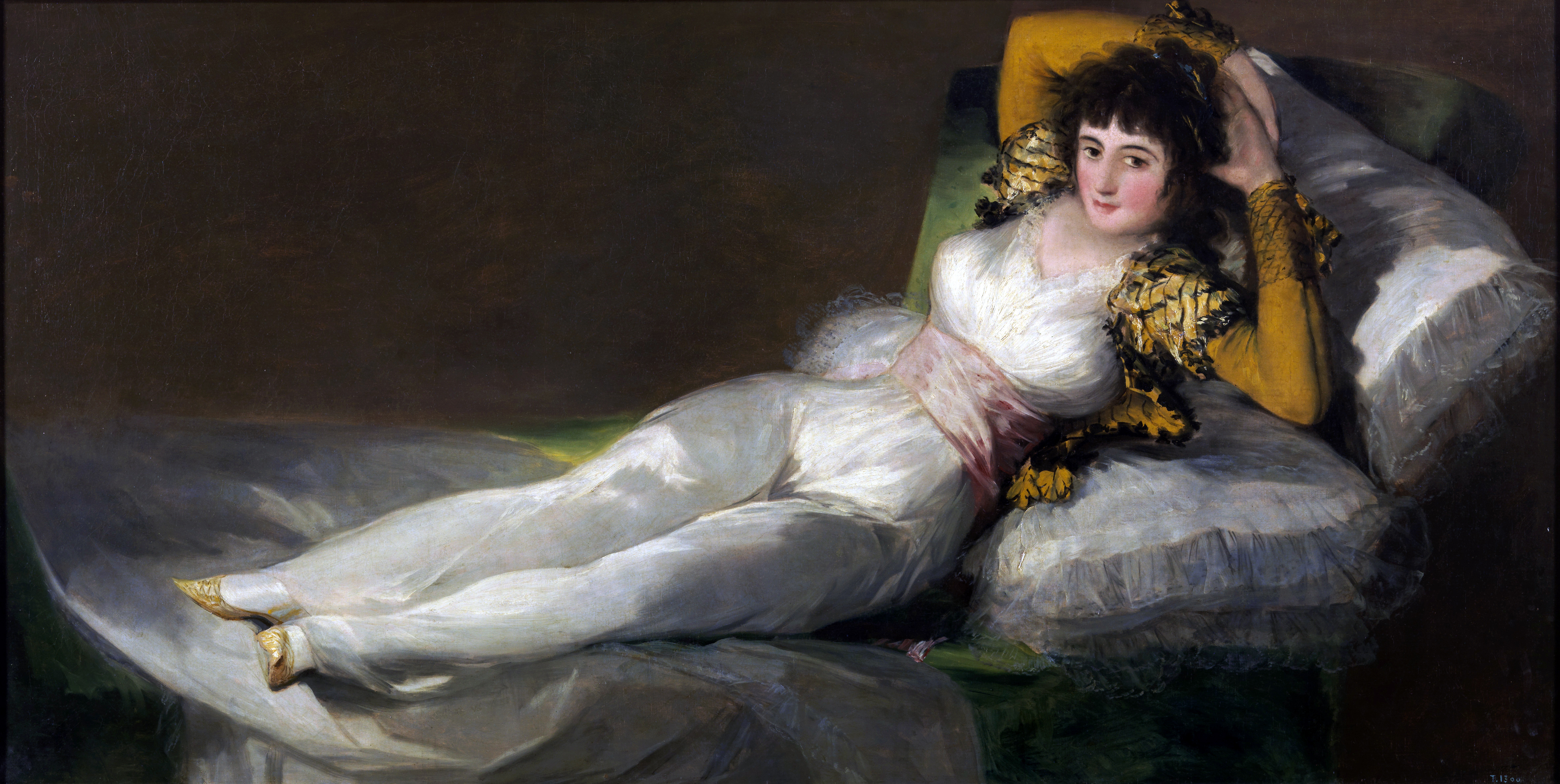
Goyas Den klädda Maja, ca 1798–1805.
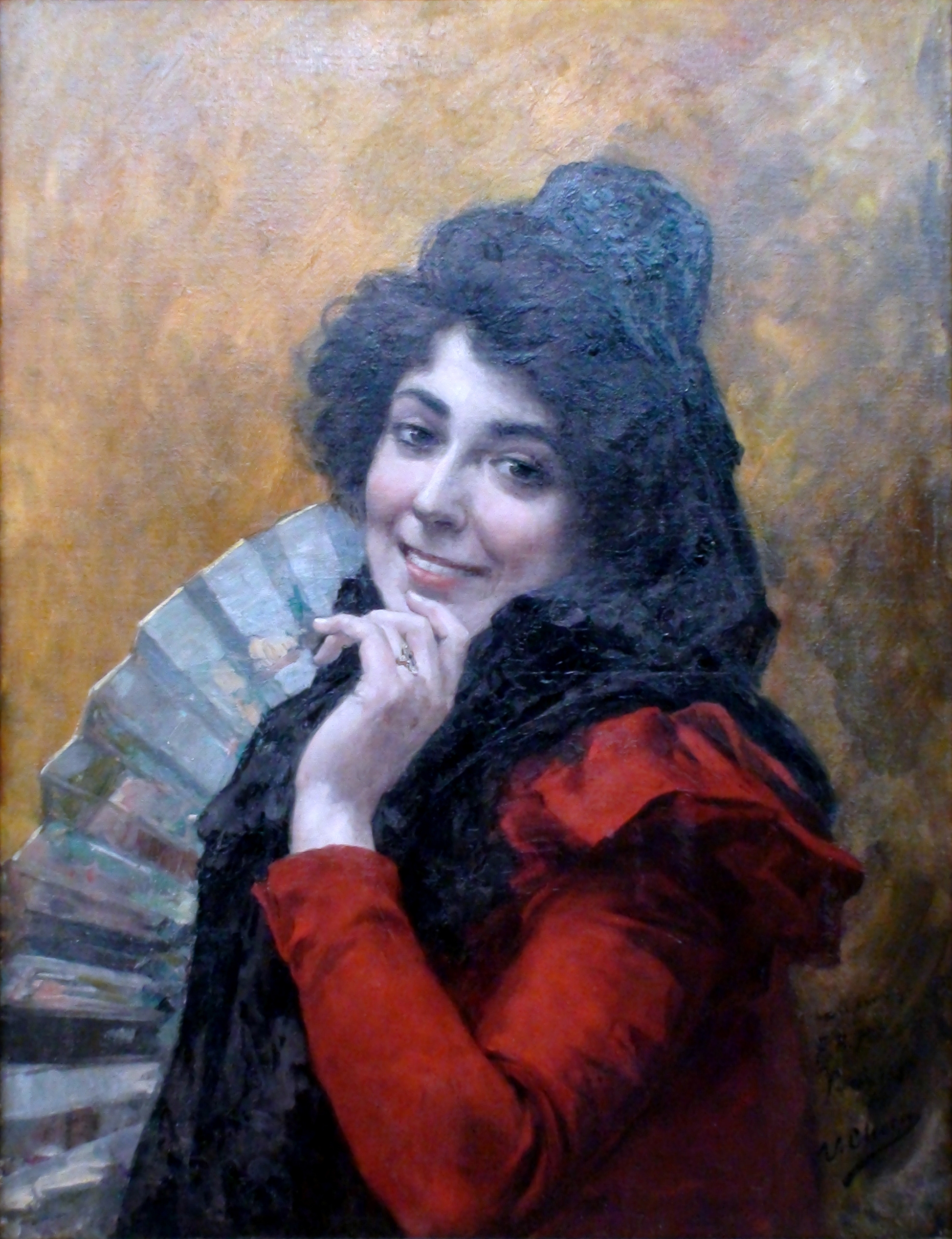
En typisk manola med en solfjäder, av Ulpiano Checa.
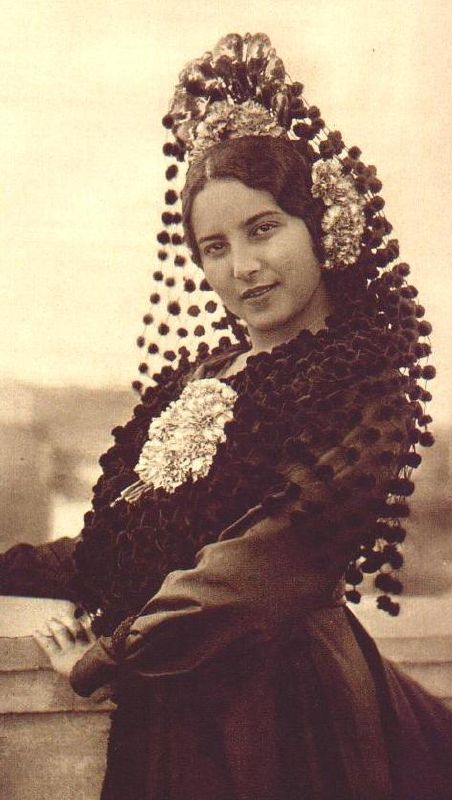
En  manola med en mantilla, 1925.
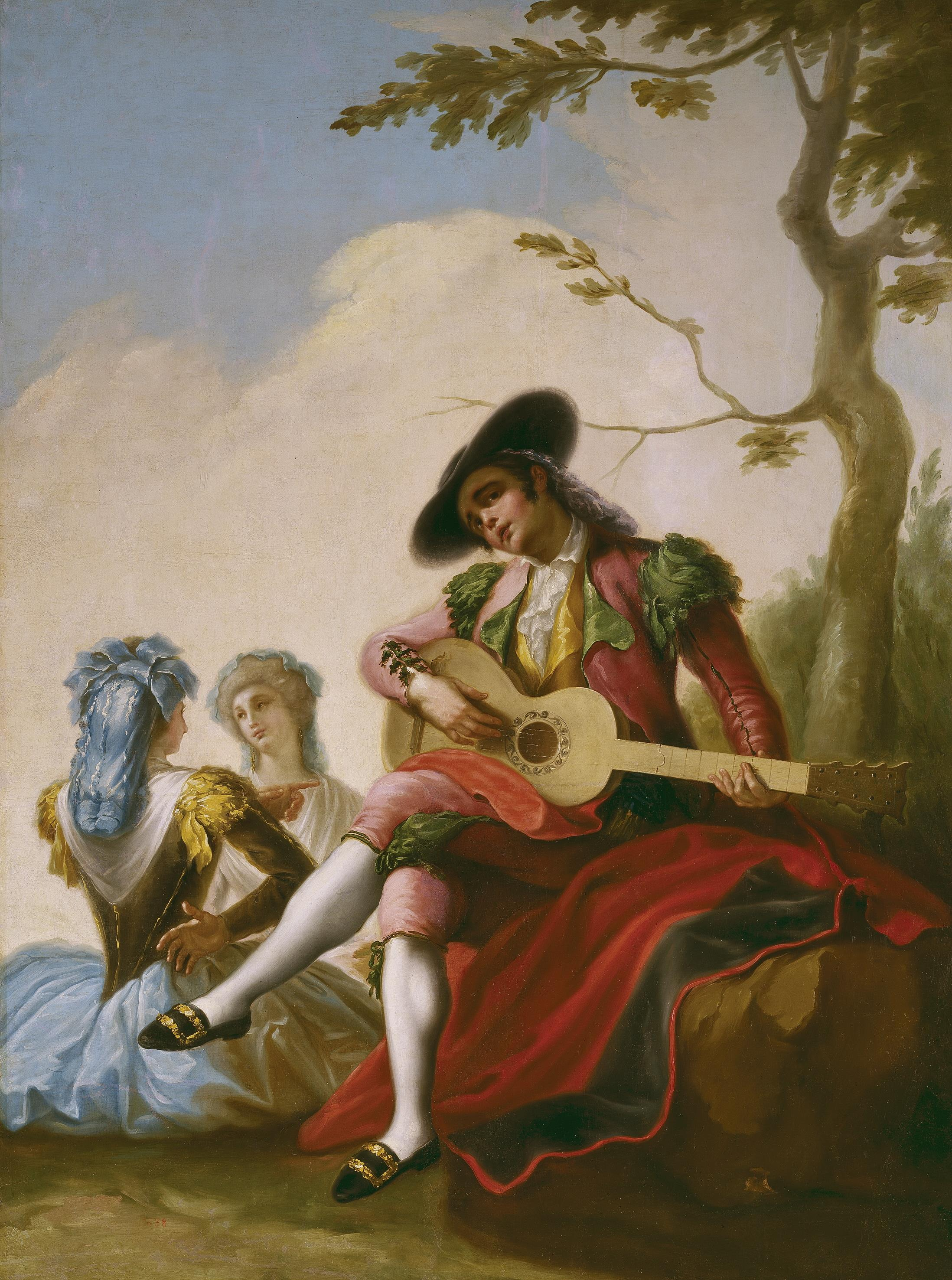
El majo de la guitarra.